# Cincinnati Royals 1970-1971
La stagione 1970-71 dei Cincinnati Royals fu la 22ª nella NBA per la franchigia.
I Cincinnati Royals arrivarono terzi nella Central Division con un record di 33-49, non qualificandosi per i play-off.

## Roster
| N°    | Naz.                   | Ruolo | Sportivo        | Anno | Alt. | Peso |
| ----- | ---------------------- | ----- | --------------- | ---- | ---- | ---- |
| 5     | Stati Uniti (bandiera) | GA    | Tom Van Arsdale | 1943 | 196  | 92   |
| 10    | Stati Uniti (bandiera) | G     | Nate Archibald  | 1948 | 185  | 68   |
| 11-15 | Stati Uniti (bandiera) | A     | Willie Williams | 1946 | 201  | 91   |
| 15    | Stati Uniti (bandiera) | A     | Fred Foster     | 1946 | 196  | 95   |
| 16    | Stati Uniti (bandiera) | A     | Greg Hyder      | 1948 | 198  | 98   |
| 18    | Stati Uniti (bandiera) | AC    | Charlie Paulk   | 1946 | 203  | 99   |
| 19    | Stati Uniti (bandiera) | G     | Moe Barr        | 1944 | 193  | 88   |
| 20    | Stati Uniti (bandiera) | AC    | Johnny Green    | 1933 | 196  | 95   |
| 21-30 | Stati Uniti (bandiera) | A     | Bob Arnzen      | 1947 | 196  | 93   |
| 21-30 | Stati Uniti (bandiera) | G     | Flynn Robinson  | 1941 | 185  | 84   |
| 22    | Stati Uniti (bandiera) | C     | Darrall Imhoff  | 1938 | 208  | 100  |
| 23    | Stati Uniti (bandiera) | G     | Norm Van Lier   | 1947 | 185  | 78   |
| 24    | Stati Uniti (bandiera) | C     | Tom Black       | 1941 | 208  | 100  |
| 24    | Stati Uniti (bandiera) | AC    | Connie Dierking | 1936 | 206  | 101  |
| 44    | Stati Uniti (bandiera) | C     | Sam Lacey       | 1948 | 208  | 107  |

## Staff tecnico
- Allenatore: Bob Cousy
- Vice-allenatore: Draff Young
- Preparatore atletico: Joe Keefe